# Dinastija York
Dinastija York bila je engleska kraljevska kuća koja je zatražila baštinsko pravo na englesku krunu. Kako se pojavila i rivalska velikaška obitelj Lancaster, koja je također po nasljednom pravu zahtijevala prijestolje, nastao je oružani sukob poznat pod nazivom Ratovi dviju ruža (1455. – 1485.), građanski rat koji je znatno utjecao na događanja u Engleskoj i Walesu tijekom 13. stoljeća. Naziv bijela ruža dolazi od Rikarda, vojvode od Yorka, čiji je bila simbol.
Suparnik obitelji York bila je obitelj Lancaster. Rivalitet između Yorka i Lancestera, u obliku grofovija Yorkshire i Lancashire, nastavio se do današnjih dana, više na prijateljskoj razini.
Na kraju rata ruža, kada je Rikard III. pobijeđen i poginuo u bitci kod Boswortha 1485., Elizabeta od Yorka udaje se za pobjednika Henrik VII. i njihovi potomci su vladali dinastijom Tudor.

## Kraljevi obitelji York
- Edvard IV., vladao 1461. – 1470. i 1471. – 1483.
- Edvard V., vladao 1483. (zatočen u London Toweru)
- Rikard III., vladao 1483. – 1485.